# Fontenailles (Sena i Marne)
Fontenailles és un municipi francès, situat al departament de Sena i Marne i a la regió de Illa de França. L'any 2007 tenia 995 habitants.
Forma part del cantó de Nangis, del districte de Provins i de la Comunitat de comunes de la Brie Nangissienne.

## Demografia

### Població
El 2007 la població de fet de Fontenailles era de 995 persones. Hi havia 348 famílies, de les quals 60 eren unipersonals (32 homes vivint sols i 28 dones vivint soles), 104 parelles sense fills, 164 parelles amb fills i 20 famílies monoparentals amb fills.
La població ha evolucionat segons el següent gràfic:
Habitants censats

### Habitatges
El 2007 hi havia 393 habitatges, 353 eren l'habitatge principal de la família, 13 eren segones residències i 27 estaven desocupats. 376 eren cases i 15 eren apartaments. Dels 353 habitatges principals, 316 estaven ocupats pels seus propietaris, 27 estaven llogats i ocupats pels llogaters i 10 estaven cedits a títol gratuït; 5 tenien una cambra, 11 en tenien dues, 38 en tenien tres, 82 en tenien quatre i 217 en tenien cinc o més. 273 habitatges disposaven pel capbaix d'una plaça de pàrquing. A 126 habitatges hi havia un automòbil i a 205 n'hi havia dos o més.

### Piràmide de població
La piràmide de població per edats i sexe el 2009 era:
| Homes | Edats   | Dones |
| ----- | ------- | ----- |
| 0     | 95 o +  | 4     |
| 0     | 90 a 94 | 4     |
| 4     | 85 a 89 | 4     |
| 8     | 80 a 84 | 8     |
| 4     | 75 a 79 | 8     |
| 20    | 70 a 74 | 12    |
| 16    | 65 a 69 | 20    |
| 20    | 60 a 64 | 8     |
| 36    | 55 a 59 | 12    |
| 28    | 50 a 54 | 36    |
| 40    | 45 a 49 | 56    |
| 32    | 40 a 44 | 40    |
| 48    | 35 a 39 | 28    |
| 28    | 30 a 34 | 28    |
| 4     | 25 a 29 | 24    |
| 16    | 20 a 24 | 12    |
| 56    | 15 a 19 | 24    |
| 48    | 10 a 14 | 44    |
| 16    | 5 a 9   | 28    |
| 20    | 0 a 4   | 20    |

## Economia
El 2007 la població en edat de treballar era de 663 persones, 506 eren actives i 157 eren inactives. De les 506 persones actives 477 estaven ocupades (256 homes i 221 dones) i 29 estaven aturades (9 homes i 20 dones). De les 157 persones inactives 56 estaven jubilades, 65 estaven estudiant i 36 estaven classificades com a «altres inactius».

### Ingressos
El 2009 a Fontenailles hi havia 380 unitats fiscals que integraven 1.119 persones, la mediana anual d'ingressos fiscals per persona era de 21.515 €.

### Activitats econòmiques
Dels 31 establiments que hi havia el 2007, 4 eren d'empreses de fabricació d'altres productes industrials, 3 d'empreses de construcció, 5 d'empreses de comerç i reparació d'automòbils, 1 d'una empresa de transport, 2 d'empreses d'hostatgeria i restauració, 1 d'una empresa d'informació i comunicació, 2 d'empreses financeres, 3 d'empreses immobiliàries, 3 d'empreses de serveis, 3 d'entitats de l'administració pública i 4 d'empreses classificades com a «altres activitats de serveis».
Dels 6 establiments de servei als particulars que hi havia el 2009, 1 era una funerària, 1 lampisteria, 1 electricista, 1 perruqueria, 1 restaurant i 1 agència immobiliària.
Dels 3 establiments comercials que hi havia el 2009, 1 era una botiga de més de 120 m², 1 una llibreria i 1 una sabateria.
L'any 2000 a Fontenailles hi havia 3 explotacions agrícoles.

## Equipaments sanitaris i escolars
El 2009 hi havia una escola elemental integrada dins d'un grup escolar amb les comunes properes formant una escola dispersa.

## Poblacions properes
El següent diagrama mostra les poblacions més properes.